# L'Aljamia
L'Aljamia és una revista de creació literària editada a Rafelbunyol (Horta Nord) per l'Agrupació Cultural Vianants el 1991 i distribuïda en tot l'àmbit dels Països Catalans.
Fou fundada pels escriptors valencians Vicent Penya i Calatayud i Manel Alonso i Català. En els punts de la fundació de la revista destaquen la voluntat d'articular un punt de trobada dels nous escriptors en llengua catalana de la comarca, establir vincles lingüístics més enllà de les fronteres administratives i ser un fòrum per debatre noves tendències i iniciatives, així com la publicació d'inèdits.
Durant la dècada de 1990 va estar vinculada a les tertúlies literàries "Les nits màgiques del Django's" de Puçol, a les seues pàgines van aparèixer les obres guardonades amb el seu premi de poesia convocades sota el mateix nom que les tertúlies. Junt a la revista també es publiquen les plaquetes de poesia Quaderns de Rafalell, on han editat obra autors com ara Josep Maria Ribelles i Llobat, Alexandre Navarro, Albert Calls o Agustí Peiró, i la col·lecció Els llibres de l'Aljamia on s'han publicat llibres de teatre, de narrativa, d'assaig i poesia. Els promotors i membres del consell de redacció d'aquesta revista l'any 1995 van crear una escriptora imaginària sota el nom de la qual van editar a Germania serveis gràfics d'Alzira la novel·la eròtica Jo també la vaig conèixer.
El 2010 van iniciar el Certamen Literari L'Aljamia de Literatura Breu a través de Facebook.

## Guardons
- 2003: XIII Premi dels Escriptors a la difusió cultural, de l'Associació d'Escriptors en Llengua Catalana.[6][7]